# Uropoda serratasimilis
Uropoda serratasimilis es una especie de arácnido del orden Mesostigmata de la familia Uropodidae.

## Distribución geográfica
Se encuentra en Bolivia.